# Diego Casamán
Diego Andrés Casamán Ortega (n. Montevideo, Uruguay; 10 de marzo de 1990) es un futbolista uruguayo que juega como volante. Actualmente milita en el Cerrito de la Segunda División Profesional de Uruguay. 

## Clubes
| Club              | País      | Año           |
| ----------------- | --------- | ------------- |
| Peñarol           | Uruguay   | 2006–2007     |
| Villa Española    | Uruguay   | 2007          |
| Provincial Osorno | Chile     | 2008          |
| Villa Española    | Uruguay   | 2008          |
| Newell's Old Boys | Argentina | 2009–2010     |
| Rocha             | Uruguay   | 2010          |
| Rentistas         | Uruguay   | 2011          |
| Cerrito           | Uruguay   | 2012-presente |